# Simeon Solomon

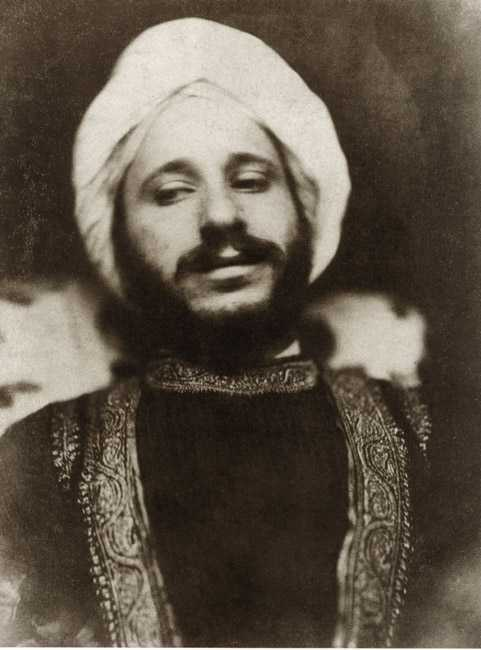
Una fotografía de David Wilkie Wynfield de Solomon vestido con un traje oriental.

Simeon Solomon fue un pintor prerrafaelista inglés. Nació el 9 de octubre de 1840 en Londres y falleció el 14 de agosto de 1905 en St Gile´s Workhouse.

## Biografía

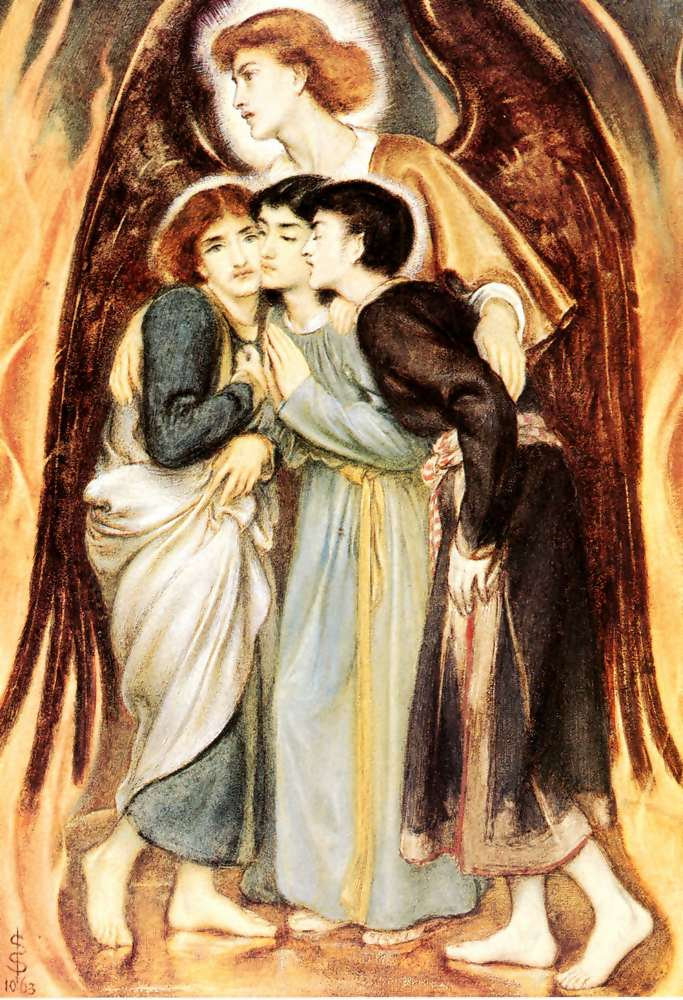
Hananías, Azarías y Misael, los tres jóvenes del libro de Daniel. 1863.

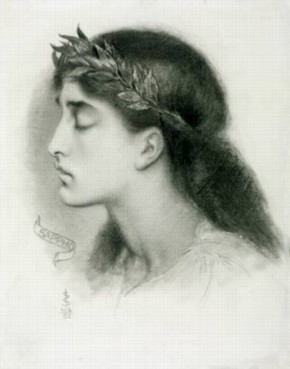
Un estudio de Safo.

Simeon Solomon nació en el seno de una prominente familia judía londinense. Fue el octavo y último hijo del destacado comerciante Meyer Solomon y la artista Kathe Levey.
Dos hermanos de Simeon, Abraham (1824-1862) y Rebecca (1832-1886), también fueron pintores.
Nacido y educado en Londres, Simeon comenzó a recibir lecciones de pintura de su hermano Abraham hacia 1850. Ingresó en la Academia de arte Carey´s en 1852. Su hermana Rebecca exhibió sus primeras obras en la Royal Academy de Londres ese mismo año.
Como estudiante de la Royal Academy, Simeon conoció a Dante Gabriel Rossetti y otros miembros del círculo prerrafaelista, entre ellos al poeta Algernon Charles Swinburne y el pintor Edward Burne-Jones en 1857. La primera exposición de Simeon Solomon en la Royal Academy tuvo lugar en 1858, a la que se sucedieron otras entre 1858 y 1872. Además de sus pinturas basadas en escenas literarias, un género típico de la escuela prerrafaelista, Simeon Solomon también eligió otros temas como escenas bíblicas y escenas de la vida cotidiana judía y los rituales judaicos. Otras obras suyas muestran personajes andróginos y alusiones homoeróticas, como Erinna en un jardín de Mytelene (1864) o Amor triste (1866).
Simeon Solomon era homosexual y vivió abiertamente su sexualidad en una época en la que no era aceptable. En 1873 su carrera fue bruscamente interrumpida al ser arrestado en un servicio público en Londres con George Roberts, un hombre de sesenta años. Ambos fueron acusados de conducta indecente y de intento de sodomía. Fue sentenciado a dieciocho meses de trabajos forzados en prisión, pero posteriormente la pena le fue reducida bajo vigilancia policial. Finalmente se marchó a Francia, pero volvió a ser arrestado en 1874 y condenado a tres meses de prisión. Su carrera artística se resintió por el escándalo y fue abandonado y rechazado tanto por sus clientes como por sus compañeros artistas.

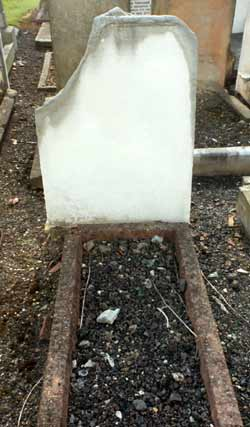
Tumba de Simeon Solomon en Willesden.

En 1885 fue admitido en una workhouse (una casa para pobres de trabajo obligatorio) donde continuó trabajando; sin embargo su vida y su talento se marchitaron debido a su caída en el alcoholismo. En 1905 moría debido a una serie de complicaciones producidas por el alcohol. Fue enterrado en el cementerio judío de Willesden. Su relevancia en el movimiento prerrafaelista fue olvidada durante mucho tiempo y sólo fue revalorizada recientemente por los historiadores del arte.
Algunas de sus obras se encuentran en exposición permanente en el Victoria and Albert Museum y en Leighton House. En diciembre de 2005 y enero de 2006 se mostró una importante retrospectiva de su obra en el Birmingham Museum and Art Gallery y en Londres en la Ben Uri Gallery en octubre-noviembre de 2006.
El estilo de sus pinturas y dibujos tiene mucho de prerrafaelista, con preferencia por los temas históricos, literarios o del folklore y la minuciosidad y decorativismo propias de esta corriente; no obstante, algunas de sus obras muestran una simplificación formal y una carga dramática y expresiva que lo acercan al Simbolismo y otras corrientes precursoras de las Vanguardias históricas.

## Cultura popular
En la novela de Anthony Powell, A Buyer´s Market el narrador dice del artista Mr. Deacon que Simeon Solomon era uno de los pocos pintores que admiraba.
En la larga carta de Oscar Wilde dirigida desde su prisión (fue encarcelado por su conducta homosexual) a Lord Alfred Douglas, De Profundis, el escritor se lamenta de haber tenido que vender sus cuadros de Simeon Solomon.